# Lincoln Versailles
Lincoln Versailles – samochód osobowy klasy wyższej produkowany pod amerykańską marką Lincoln w latach 1977 – 1980.

## Historia i opis modelu

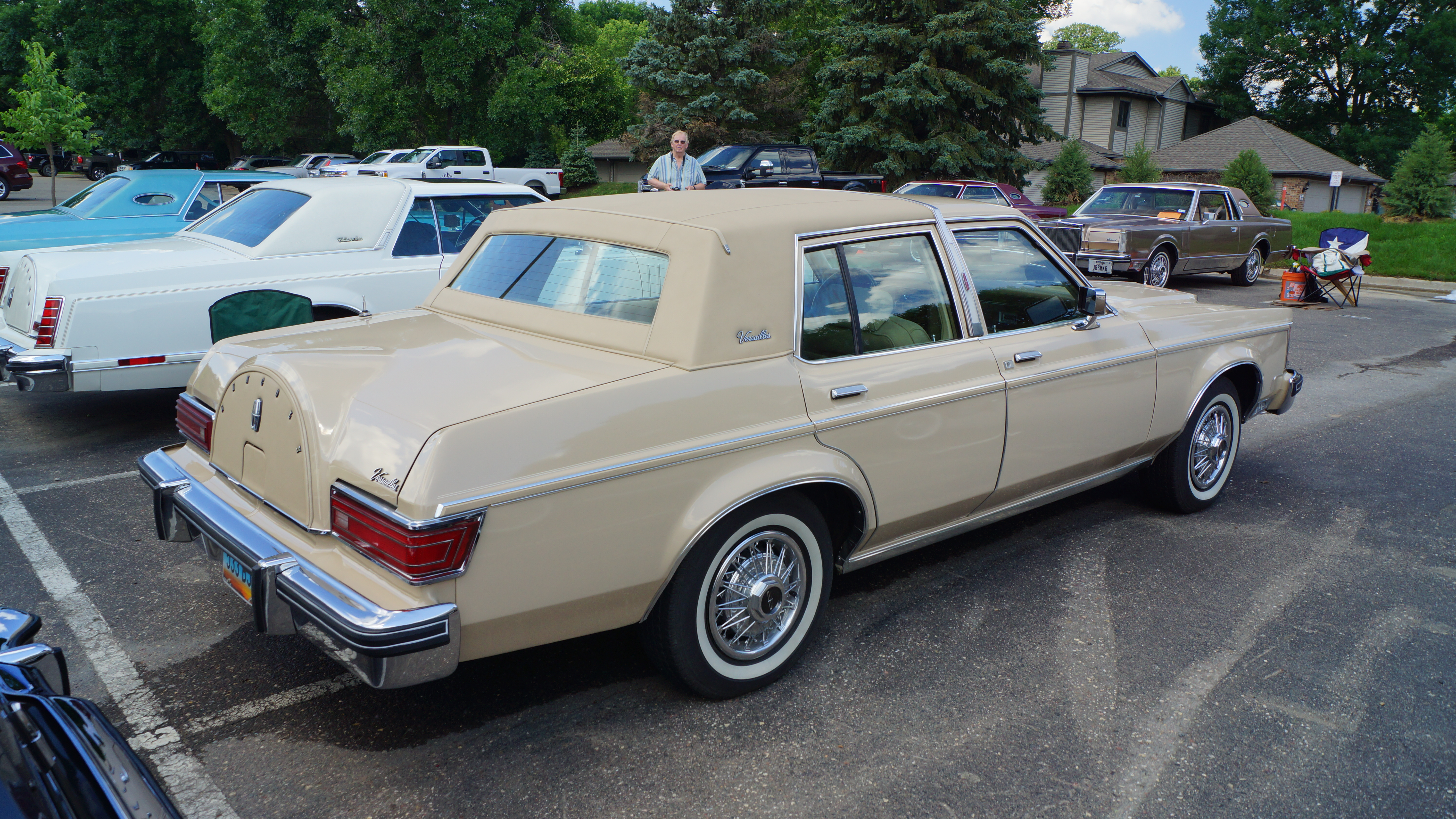
Lincoln Versailles - tył

W 1977 roku Lincoln uzupełnił swoją ofertę modelową o luksusowy model plasujący się w ofercie poniżej linii modelowej Continental jako bliźniacza konstrukcja wobec modeli Ford Granada i Mercury Monarch.
Versailles dostępny był wyłącznie jako 4-drzwiowy sedan. Oparty został na płycie podłogowej Ford D4-platform. Do napędu używano silników V8 Windsor o pojemności 4,9 i 5,8 l. Moc przenoszona była na oś tylną poprzez 3-biegową automatyczną skrzynię biegów. W 1979 Versailles przeszedł facelifting. Powstało 50.156 egzemplarzy modelu.

### Silniki
- V8 4.9l Windsor
- V8 5.8l Windsor

### Dane techniczne (V8 4.9)
- V8 Windsor 4,9 l (4942 cm³), 2 zawory na cylinder, OHV
- Układ zasilania: gaźnik
- Średnica cylindra × skok tłoka: 101,60 mm × 76,20 mm
- Stopień sprężania: 8,4:1
- Moc maksymalna: 136 KM (100 kW) przy 3600 obr./min
- Maksymalny moment obrotowy: 333 N•m przy 1600 obr./min

### Dane techniczne (V8 5.8)
- V8 Windsor 5,8 l (5766 cm³), 2 zawory na cylinder, OHV
- Układ zasilania: gaźnik
- Średnica cylindra × skok tłoka: 101,60 mm × 88,90 mm
- Stopień sprężania: 8,3:1
- Moc maksymalna: 137 KM (100,5 kW) przy 3200 obr./min
- Maksymalny moment obrotowy: 373 N•m przy 1600 obr./min